# Notholithocarpus densiflorus
Il tanoak (Notholithocarpus densiflorus (Hooker & Arn.) Manos, Cannon & S.H.Oh, 1917) è una pianta decidua della famiglia delle Fagaceae.

## Descrizione
Può raggiungere i 40 metri di altezza nella Catena Costiera della California, tuttavia è generalmente alto tra i 15 e i 25 metri; il diametro del tronco varia tra 60 e 190 centimetri. La corteccia è irregolare, fissurata e va dal colore marrone al grigiastro.
Le foglie sono alternate, lunghe tra gli 8 e i 13 cm, con margini seghettati e una consistenza rigida, quasi di pelle; esse resistono per tre o quattro anni. Inizialmente sono ricoperte da una peluria soffice su entrambe le facce, ma sulla faccia superiore della foglia essa sparisce rapidamente; dopo qualche tempo, la peluria sparisce anche dalla superficie inferiore.
I semi sono ghiande lunghe 2-3 cm e con una larghezza poco inferiore; sono molto simili alle ghiande delle querce, ma possiedono un guscio molto rigido e duro, più simile a quello delle nocciole; dopo una maturazione della durata di circa 18 mesi, i semi di N. densiflorus vengono rilasciati in piccoli gruppi.
Attualmente, l'esemplare più grande di N. densiflorus documentato si trova nella contea di Curry, in Oregon: il suo fusto ha una circonferenza di 7,9 metri, un diametro di 2,51 metri ed è alto 37 metri, con una larghezza media della chioma di circa 17 metri.

## Distribuzione e habitat
La pianta è nativa degli Stati Uniti occidentali, con un areale che va dall'Oregon sud-occidentale fino alla Sierra Nevada messicana, passando per la California (in particolare la sua parte meridionale); la sua fascia altimetrica va dal livello del mare fino a circa 1 200 metri.
La specie è sciafila e beneficia dei cosiddetti disturbi ecologici; gli incendi boschivi creano brecce nella corteccia dell'albero, le quali sono successivamente colonizzate da specie fungine saprofite. N. densiflorus è inoltre una delle specie arboree più pesantemente colpite dalla malattia detta "morte improvvisa delle querce", causata dal protista oomicete Phytophthora ramorum e caratterizzata da un'alta letalità.
La sottile peluria fogliare, che riveste anche i ramoscelli distali, dissuade i cervidi presenti abbondantemente nell'areale di N. densiflorus dal cibarsi delle sue foglie. Vari animali, tra cui gli scoiattoli, gli stessi cervidi e gli orsi si nutrono delle ghiande rilasciate dall'albero.

## Varietà
Gli esemplari di N. densiflorus presenti nell'entroterra californiano, nonché sulle Klamath Mountains nell'Oregon, sono molto più piccoli (raramente superano i 3 metri di altezza) e hanno foglie più piccole, della lunghezza di 4-7 cm; questa varietà, che cresce su suoli ricchi di rocce ultrafemiche, è comunemente detta "tanoak nano" e il suo nome scientifico è Notholithocarpus densiflorus var. echinoides. Nelle zone di confine tra Oregon e California, coesistono la varietà classica di N. densiflorus e la sua varietà di dimensioni ridotte.

## Usi
Il contenuto della ghianda di N. densiflorus è di sapore molto amaro, risultando immangiabile per gli esseri umani se non dopo accurata lisciviazione. Il tannino estraibile dalle ghiande del tanoak è stato usato come astringente in alcuni casi. I semi dell'albero, dopo essere stati arrostiti, possono essere usati come sostituto del caffè. Un pacciame fatto con le foglie della pianta può tenere lontane lumache e larve di insetti.
Il legno di N. densiflorus è resistente e talvolta viene utilizzato come legname a scopi edilizi, ma gli alberi adatti a questo impiego sono generalmente inaccessibili; viene in alternativa utilizzato come legna da ardere.

## Galleria d'immagini

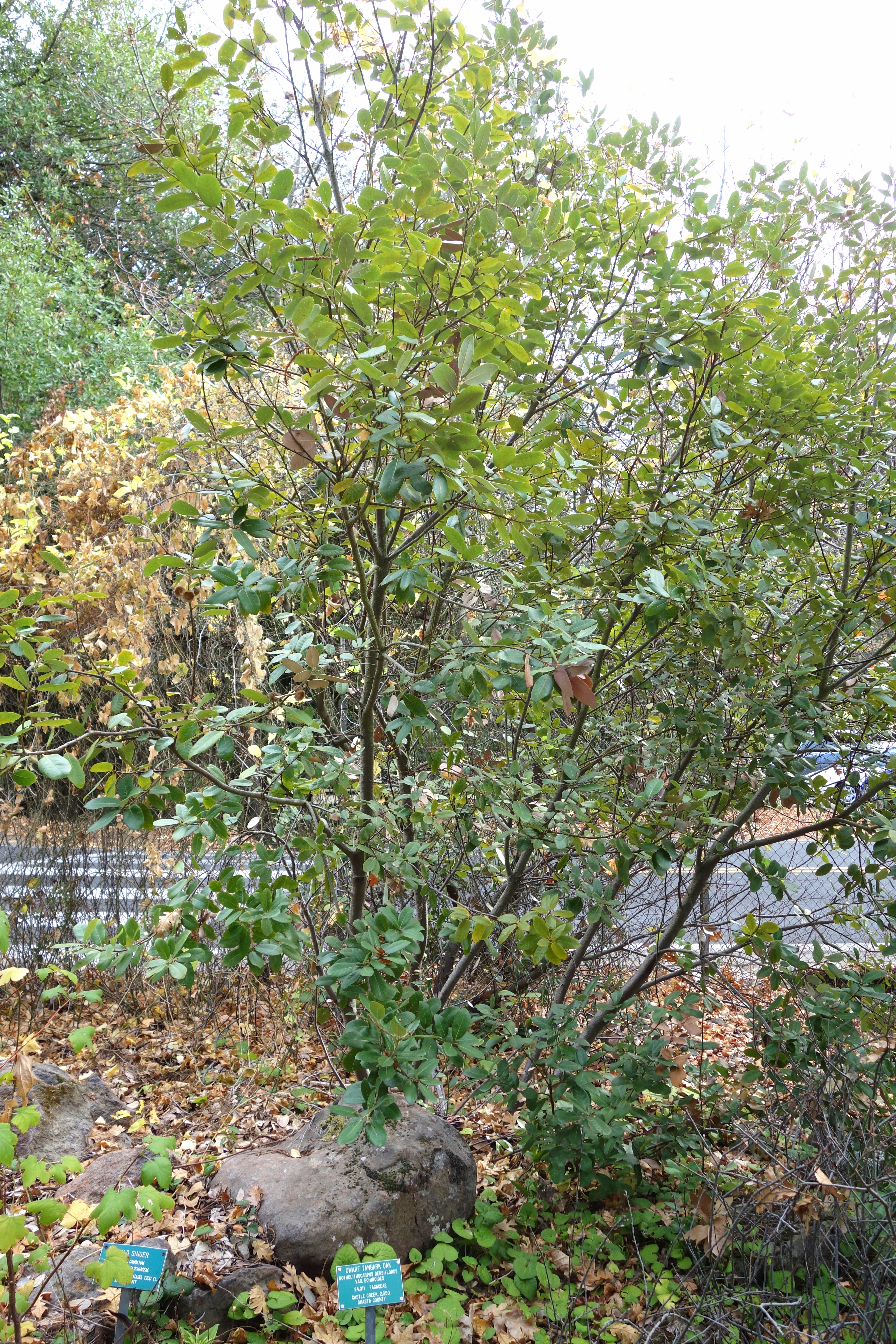
N. carpus var. echinoides a Berkeley (California)
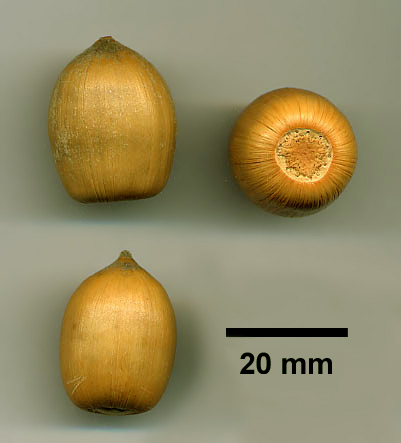
Ghiande di N. densiflorus